# شیطون‌های کوچولو
شیطون‌های کوچولو (انگلیسی: The Little Rascals) یک مجموعهٔ کارتونی آمریکایی است که در سال ۱۹۸۲ منتشر شد.: ۳۶۵–۳۶۶ 

## صداپیشه‌ها
- پیتر کالن در نقش پیت دِ پاپ
- اسکات منویل در نقش اسپنکی مک‌فارلند
- بی جی وارد در نقش تامی باند
- پتی مالونی در نقش دارلا هود
- جولی مک‌ویرتر در نقش آلفاآلفا پورکی و وُیم
- شیور راس در نقش بیلی توماس
- جولی بنت
- سوزان بلو
- فیل هارتمن
- لری دی. مان
- کنت مارس
- جفری تامبر
- راسی تیلور
- لنی واینریب
- جیمی ولدن
- فرانک ولکر